# Astragalus kelifi
Astragalus kelifi es una especie de planta del género Astragalus, de la familia de las leguminosas, orden Fabales.

## Distribución
Astragalus kelifi se distribuye por Turkmenistán y Uzbekistán.

## Taxonomía
Fue descrita científicamente por Lipsky. Fue publicada en Trudy Imp. S.-Peterburgsk. Bot. Sada 26: 158 (1910).